# Memórias, crônicas e declarações de amor
Memórias, crônicas e declarações de amor è un album della cantante brasiliana Marisa Monte, pubblicato nel 2000.

## Descrizione

### La storia
Memórias, crônicas e declarações de amor è il quinto album di Marisa Monte, il primo realizzato per la sua etichetta Phonomotor Records e co-prodotto ancora con Arto Lindsay. Nel disco sono ancora presenti canzoni scritte con i parceiros Carlinhos Brown e Arnaldo Antunes con omaggi a Paulinho da Viola, al maestro del choro Nelson Cavaquinho, a Caetano Veloso e a Jorge Ben Jor e una passerella di ospiti, tra i quali João Donato.
L'album fu registrato nel 1999 tra New York, Rio de Janeiro e Salvador de Bahia, nello studio di registrazione Ilha dos Sapos di proprietà di Carlinhos Brown.
Il disco ebbe un enorme successo in patria, trainato da sofisticate canzoni pop come Amor I Love You, Não vá embora, O que me importa, Gentileza e Não é fácil e da omaggi alla MPB e fu accompagnato da un'altra grande tournée dal quale fu tratto l'immancabile DVD omonimo, pubblicato nel 2001.
In Amor I Love You, uno dei singoli tratti dall'album, il parceiro Arnaldo Antunes partecipa recitando con la sua profondissima voce un brano tratto dal romanzo O Primo Basílio di José Maria Eça de Queiroz del 1878. Antunes compare anche nel video clip della canzone diretto da Breno Silveira e dal fidato Lula Buarque de Hollanda.
Dal disco furono tratti altri due singoli accompagnati dal relativo video clip, O que me importa e Gentileza.
Memórias, crônicas e declarações de amor, uno dei dischi più venduti di Marisa Monte (secondo solo al successivo Tribalistas), vinse diversi premi musicali in Brasile e il Latin Grammy Awards nella categoria Brazilian Contemporary Pop Album ottenendo anche una nomination per la canzone Amor I Love You.

### La musica
Memórias è un disco con sfumature più pop rispetto ai precedenti Barulhinho bom e Verde, anil, amarelo, cor-de-rosa e carvão. Un disco pop-melodico, com'è stato definito. Alla romantica Amor I love You scritta con Carlinhos Brown, si affiancano la rockeggiante Não vá embora scritta con Arnaldo Antunes) e la leggera e sofisticata Não é fácil scritta con entrambi, in una anticipazione dei Tribalistas, come Água também é mar.
O que me importa è una canzone scritta nel 1971 da José de Ribamar Cury Heluy, autore del Pará, vecchio successo brasiliano dell'epoca della Jovem guarda successivamente ripreso da Tim Maia alla cui versione si rifà quella di Marisa. La canzone fu anche cantata nel 2007 in italiano da Ornella Vanoni (artista da sempre amante della musica brasiliana).
Sempre di Brown sono Perdão você, Tema de amor e Abololô. Para ver as meninas è una composizione dell'amico Paulinho da Viola (uno dei pochi momenti samba del disco), Cinco minutos è una vecchia composizione di Jorge Ben Jor del 1974, Gotas de luar è un successo del vecchio sambista Nelson Cavaquinho e Sou seu sabiá è l'ennesimo omaggio a Caetano Veloso in una delle sue più belle e note canzoni incisa dal cantautore lo stesso anno.

## Tracce
1. Amor I Love You - (Carlinhos Brown, Marisa Monte) - (3:12)
2. Não vá embora - (Arnaldo Antunes, Marisa Monte) - (3:37)
3. O que me importa - (Cury Heluy) - (3:21)
4. Não é fácil - (Arnaldo Antunes, Carlinhos Brown, Marisa Monte) - (3:05)
5. Perdão você - (Alain Tavares, Carlinhos Brown) - (3:30)
6. Tema de amor - (Carlinhos Brown, Marisa Monte) - (3:57)
7. Abololô - (Carlinhos Brown, Lucas Santtana) - (2:36:)
8. Para ver as meninas - (Paulinho da Viola) - (3:52)
9. Cinco minutos - (Jorge Ben) - (3:55)
10. Gentileza - (Marisa Monte) - (2:47)
11. Água também é mar - (Arnaldo Antunes, Carlinhos Brown, Marisa Monte) - (2:45)
12. Gotas de luar - (Guilherme de Brito, Nelson Cavaquinho) - (1:52)
13. Sou seu sabiá - (Caetano Veloso) - (2:57)

## Formazione
- Marisa Monte - voce, chitarra acustica (tracce #2, #6), chitarra classica (tracce #4, #10), chitarra elettrica (traccia #4, #10)
- Arnaldo Antunes - recitato (traccia #1), voce (traccia #10)
- Kakau Gomes e Juju Gomes - voce (traccia #1)
- Davi Moraes - chitarra classica (tracce #1, #5, #9, #11), sitar (traccia #2), chitarra elettrica (tracce #2, #6), batteria (traccia #10)
- Marc Ribot - chitarra elettrica (traccia #3), chitarra classica (traccia #13)
- Paulão 7 Cordas - chitarra classica (traccia #8)
- Mauro Diniz - cavaquinho (traccia #8)
- Lucas Santtana - chitarra classica, flauto (traccia #9)
- Romero Lubambo - chitarra elettrica, chitarra classica (traccia #12)
- Kassin, Berna Ceppas - programmazione, tastiere (tracce #1, #10)
- Andres Lewin - pianoforte elettrico (traccia #2), effetto percussioni (traccia #4)
- Mark Batson - tastiere (tracce #2, #3, #4, #6, #10, #11)
- Peter Scherer - tastiere (tracce #4, #8, #11)
- João Donato - pianoforte (tracce #7, #13)
- Melvin Gibbs - basso (tracce #1, #3, #6)
- Liminha - basso (tracce #2, #4, #10)
- Dadi Carvalho - basso (traccia #9)
- Skoota Warner - batteria (traccia #3)
- Domenico Lancellotti - batteria (traccia #9)
- Joey Baron - batteria (traccia #13)
- Carlinhos Brown - percussioni e arrangiamento (tracce #1, #2, #5, #6, #10)
- Kabo Duca, Cara de Cobra, Alexandre Guedes - surdo virado (traccia #2, #6)
- Peu Meurrahy - surdo virado (traccia #2), percussioni (tracce #5, #6)
- Zé Carlos - piatti) (traccia #2), percussioni (traccia #6)
- Jaguara Caxixi - percussioni (traccia #8)
- Trambique - percussioni (traccia #8)
- Ramiro Mussoto - percussioni (traccia #9)
- Sandra Park, Sharon Yamada - violino (tracce #1, #3, #6, #13)
- Lisa Kim, Laura Seaton, Dan Reed, Fiona Simon - violino (traccia #3, #13)
- Robert Rinehart - viola (tracce #1, #6)
- Alan Stepansky - violoncello (tracce #1, #6)
- Sara Seiver, Gene Moye, Elizabeth Dyson, Ilene Moon, Jeanne LeBlanc, Mary Wooten - violoncello (tracce #3, #5, #13)
- Jaques Morelenbaum - violoncello (tracce #8, #11)
- Jon Nelson, Wayne du Maine - tromba (tracce #1, #10)
- Wayne du Maine - tromba (traccia #10)
- Tim Newman - trombone (tracce #1, #10)
- Greg Evans - corno francese (tracce #1, #10)
- Ray Stewart - tuba (tracce #1, #10)
- Phil Myers - corno (traccia #3, #13)
- David Maun - clarinetto (tracce #6, #10), flauto (traccia #6, #13)
- Greg Cohen - arrangiamento archi (tracce #3, #5, #13), arrangiamento fiati (traccia #13), contrabbasso (traccia #13)
- Steve Barber - arrangiamento archi (traccia #6), arrangiamento fiati (tracce #1, #10)